# Mirosławiec
Mirosławiec (deutsch: Märkisch Friedland; kaschubisch: Frédlądk) ist eine Stadt im Powiat Wałecki (Kreis Deutsch Krone) der polnischen Woiwodschaft Westpommern. Sie ist Hauptsitz der gleichnamigen Stadt-und-Land-Gemeinde.

## Geographische Lage
Die Stadt liegt in Großpolen, nördlich des Körtnitzer Sees, etwa 28 Kilometer westnordwestlich von Deutsch Krone (Wałcz) und zwanzig Kilometer nordnordwestlich von Tütz (Tuczno).
Die Stadt hat eine Ausdehnung von etwa 4000 Hektar. Im Norden und Süden erstrecken sich in jeweils etwa 30 Kilometer Entfernung die Draheimer und die Kroner Seenplatten.

## Geschichte

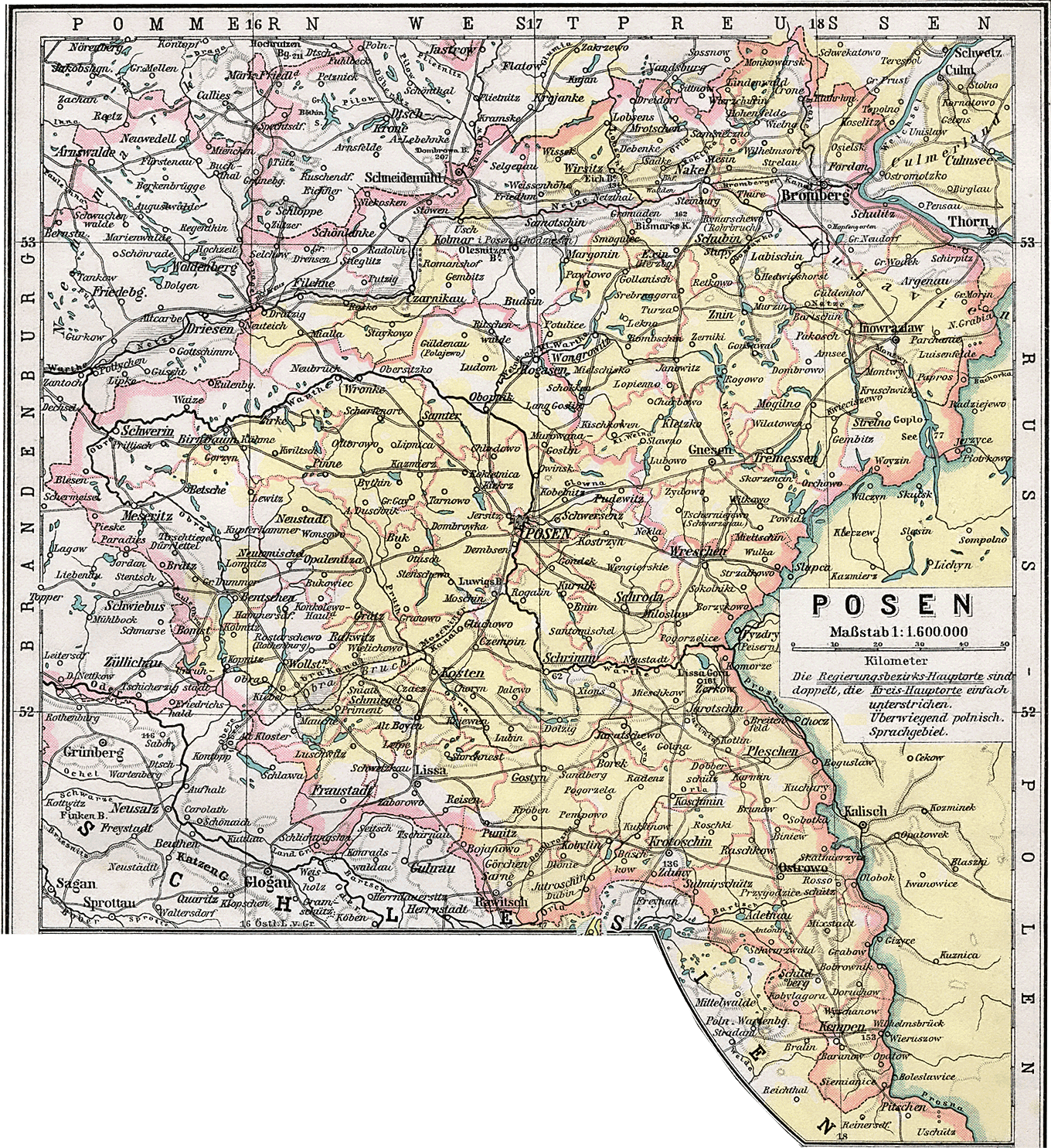
Märkisch Friedland nordwestlich der Stadt Schneidemühl – siehe obere Bildhälfte – auf einer Landkarte der Provinz Posen von 1905 (gelb markierte Flächen kennzeichnen Gebiete mit seinerzeit mehrheitlich polnischsprachiger Bevölkerung).

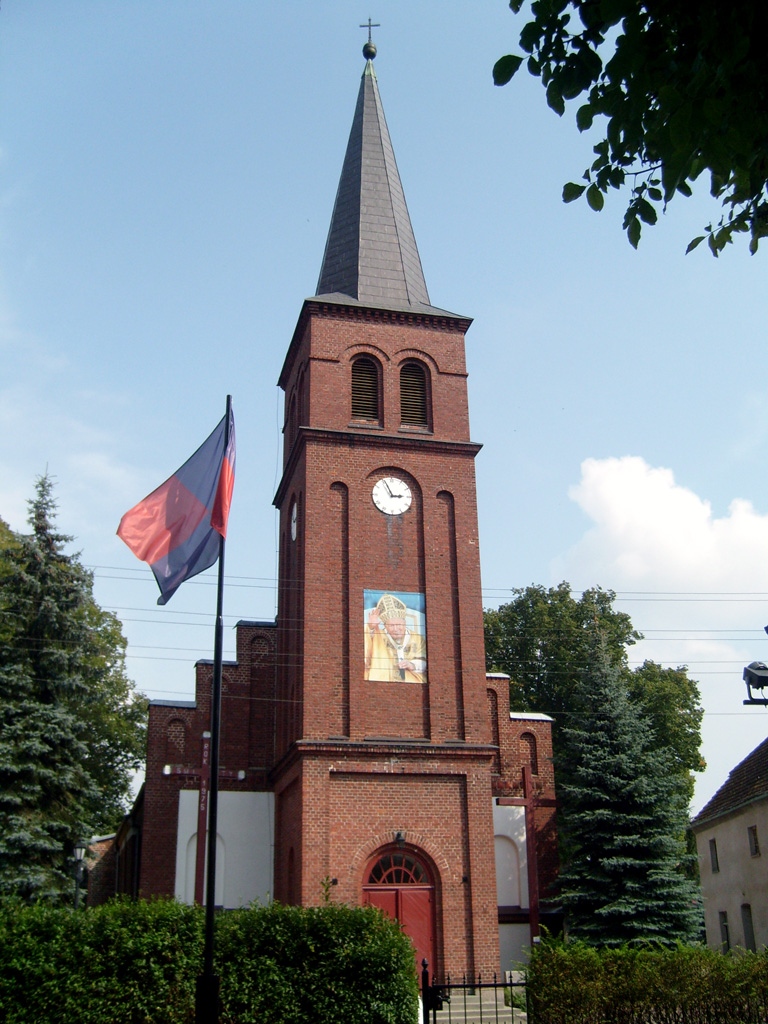
Stadtkirche, bis 1945 Gotteshaus der evangelischen Gemeinde Märkisch Friedland

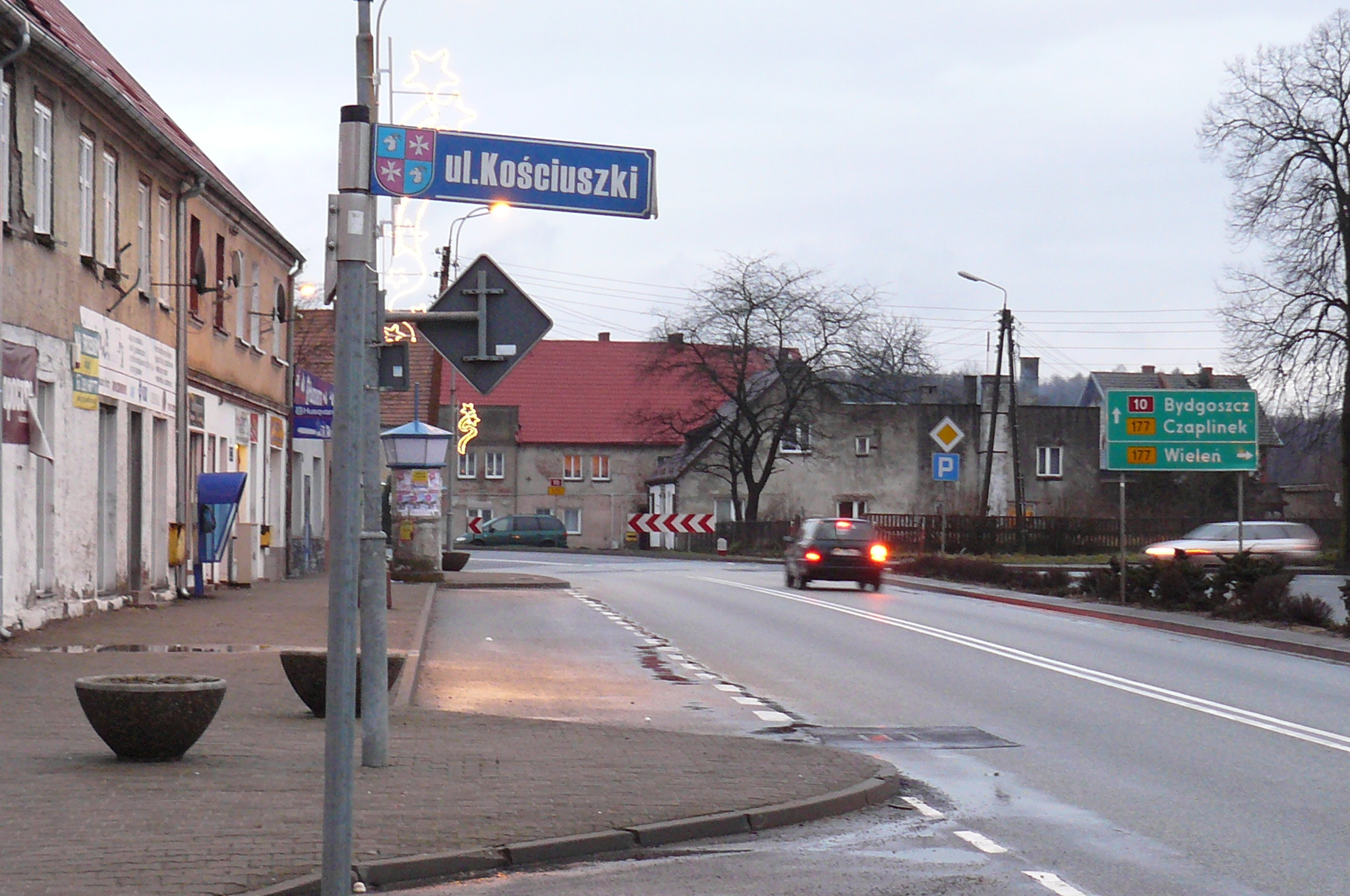
Stadtzentrum

Früher benutzte Ortsnamen sind 1314 Niegen Friedland oder Nuwe Vredeland, 1373 Fredelant, 1580 Frydlandek, 1754 Polnisch Friedland und 1783 Märkisch Friedland, neupolnisch Fredlądczyk. Im Ortsnamen steckt die altdeutsche Bezeichnung Frede oder Fried für eine Festung (vergl. z. B. Bergfried) oder für ein eingefriedetes Gelände, d. h. ein Areal, das von einem Zaun oder Schutzwall umgeben ist. Der Legende nach sollen Siedler aus Pommern und Brandenburg die Stadt gegründet haben. Einer anderen Annahme zufolge könnte der Ortsname darauf hindeuten, dass an der Stadtgründung Siedler aus dem mittelmärkischen Friedland beteiligt gewesen waren.
Die Gründung von Märkisch Friedland hängt mit der im 13. Jahrhundert von den slawischen Fürsten und dem Templerorden betriebenen Besiedlung zusammen, an der sich später auch die brandenburgischen Markgrafen beteiligten. Der Name Friedland ist von „Vredeland“ abgeleitet und wurde 1303 erstmals mit der Ortsbezeichnung „Nova Vredeland“ urkundlich erwähnt. Die Ortsgründung erfolgte durch die brandenburgischen Markgrafen Waldemar, Otto, Konrad und Johann. Sie überließen die Stadt der Familie Wedel, und im Jahre 1314 übertrugen die Brüder Heinrich und Johann von Wedel, Söhne des Ludolf von Wedel, Friedland Magdeburger Recht. Zum Schutz der Stadt schlossen die von Wedel 1333 mit dem benachbarten Königreich Polen einen Verteidigungsvertrag ab, der sich aber 1386 erledigt hatte, als Markgraf Otto der Faule die Stadt samt Umland verkaufte. Dagegen wehrten sich die von Wedel und suchten die Unterstützung des Deutschen Ordens, der schließlich 1409 Friedland besetzte. Nach der Niederlage des Ordens im Krieg gegen die Polen erhielten diese mit dem Zweiten Thorner Frieden 1466 die Stadt zurück.
1543 traten die Bürger Friedlands zum Luthertum über und konnten sich im Gegensatz zu ihren südlichen Nachbarn erfolgreich der vom polnischen Klerus betriebenen Gegenreformation widersetzen. Im Jahre 1593 ging die Stadt von den Wedel in den Besitz der Familie von Blanckenburg über. Diese förderte den Zuzug von aus dem westlichen Brandenburg vertriebenen Juden, eine Maßnahme, die zu einer wesentlichen Stärkung der Wirtschaftskraft führte. In späterer Zeit betrug der Anteil der Juden an der Einwohnerzahl bis zu 50 Prozent. Ein großer Brand vernichtete im Jahre 1719 große Teile der Stadt, darunter das Herrschaftsschloss und die Kirche. 1758 wiederholte sich die Katastrophe. Der daraufhin in Angriff genommene Wiederaufbau erfolgte durch Errichtung meist zweistöckiger Wohnhäuser.
Mit der Ersten Teilung Polens 1772, mit der die Wiedervereinigung Preußens einherging, kam die Stadt zum Königreich Preußen und erhielt nun offiziell den Zusatz „Märkisch“. Mit der preußischen Verwaltungsreform von 1815 kam Friedland zum Kreis Deutsch Krone im westpreußischen Regierungsbezirk Marienwerder. 1836 starb der letzte Spross der Familie von Blanckenburg, und Friedland wurde reichsunmittelbare, d. h. nicht mehr im Privatbesitz befindliche Stadt. In der ersten Hälfte des 19. Jahrhunderts bestand in Märkisch Friedland ein Patrimonialgericht. 1849 und 1852 wurde Märkisch Friedland von einer seit 1848 im Kreisgebiet von Deutsch Krone grassierenden Choleraepidemie erfasst. Nachdem die Stadt früher einmal wohlhabend gewesen war, galt sie um die Mitte des 19. Jahrhunderts als verarmt. Im Jahre 1900 kam es zum Anschluss an die Bahnstrecke Kallies–Falkenburg. Zu diesem Zeitpunkt lebten etwa 2500 Menschen in der Stadt. Darunter waren nur noch um die dreihundert Juden, da nach der preußischen Inbesitznahme durch Friedrich II. zahlreiche Juden nach Polen ausgewiesen worden waren.
Nach dem Ersten Weltkrieg erweiterte sich Friedland durch den Zuzug von Bewohnern der verloren gegangenen Provinzen Posen und Westpreußen, und es entstand das Bahnhofsviertel. Aus den Resten der abgegebenen Provinzen wurde 1922 die preußische Provinz Grenzmark Posen-Westpreußen gebildet, zu der nun auch Friedland gehörte. 1928 erwarb die Stadt das ehemalige Blanckenburgische Schloss mit dem dazugehörigen Gut. Als 1938 die Grenzmark wieder aufgelöst wurde, kam Friedland zu Pommern. Die Bevölkerungszahl war jetzt auf 2700 Einwohner angewachsen.
Um 1930 bestanden in Märkisch Friedland neun Wohnplätze:
- Gut Schloß Märkisch Friedland
- Kupferhammer
- Märkisch Friedland
- Mühlengut Schloßmühle
- Tannenhof
- Vorwerk Nierosen
- Vorwerk Schäferei
- Wilhelmsfelde
- Wilhelmsmühle

Im Jahr 1945 gehörte die Stadt Märkisch Friedland zum Landkreis Deutsch Krone im Regierungsbezirk Grenzmark Posen-Westpreußen der preußischen Provinz Pommern des Deutschen Reichs. 
Gegen Ende des Zweiten Weltkriegs eroberte im Februar 1945 die Rote Armee die Stadt, die wenige Wochen später seitens der sowjetischen Besatzungsmacht der Volksrepublik Polen zur Verwaltung überlassen wurde. Polnische Behörden verwalteten die Stadt unter den slawischen Namen Mirosławiec. Es begann danach die Zuwanderung von Polen. In der Folgezeit wurde die einheimische Bevölkerung von der polnischen Administration aus Märkisch Friedland vertrieben.
Am 12. Oktober 1984 eröffnete das Museum der Kämpfe um den Pommernwall in Mirosławiec.

### Demographie
| Jahr | Einwohner | Anmerkungen |
| ---- | --------- | --- |
| 1783 | 1305      | davon 572 Juden, die Übrigen sämtlich evangelische Deutsche |
| 1802 | 1918      | [ 9 ] |
| 1804 | 1959      | davon 859 Juden |
| 1810 | 2107      | [ 9 ] |
| 1816 | 2252      | davon 1100 Evangelische, acht Katholiken und 1144 Juden |
| 1821 | 2184      | [ 9 ] |
| 1839 | 2249      | davon 1479 Evangelische, 458 Juden und zwölf Katholiken |
| 1854 | 2250      | meist Evangelische, 499 Juden |
| 1875 | 2447      | [ 11 ] |
| 1880 | 2498      | [ 11 ] |
| 1900 | 2233      | [ 12 ] |
| 1910 | 1929      | am 1. Dezember, davon 1811 Evangelische, 31 Katholiken und 86 Juden; sechs Personen mit polnischer Muttersprache, keine Person mit kaschubischer Muttersprache |
| 1925 | 2306      | davon 2135 Evangelische, 69 Katholiken, 78 Juden und 24 Einwohner ohne Angaben zur Konfession; nach anderen Angaben 2060 Einwohner, überwiegend Evangelische   |
| 1933 | 2739      | [ 11 ] |
| 1939 | 2710      | [ 11 ] |

## Fliegerhorst
Mirosławiec hat einen Fliegerhorst und ist Sitz der 12. Fliegerbasis der Polnischen Luftstreitkräfte. Im Januar 2008 kam es zu einem folgenschweren Absturz einer Militärmaschine CASA C-295 nahe dem Fliegerhorst.

## Verkehr
Durch Mirosławiec verläuft die Landesstraße 10 Stettin–Bydgoszcz (Bromberg)-Płońsk (Plöhnen) (ehemalige deutsche Reichsstraße 104 Lübeck – Schneidemühl). 

## Städtepartnerschaften
- Baiano (Italien)
- Călărași (Rumänien)

## Söhne und Töchter der Stadt
- Georg von Wedel-Friedland (* um 1521 in Märkisch Friedland; † 1580 ebendort), Besitzer der Herrschaft Friedland, Johanniterkomtur und Landvogt zu Schivelbein
- Josua Albu (* 12. August 1767 in Märkisch Friedland; † 6. Februar 1832 in Schwerin), Rabbiner
- Josef Liebermann (* 14. Juni 1783 in Märkisch Friedland; † 29. Januar 1860 in Berlin), jüdischer Industrieller; Großvater Max Liebermanns
- Carli Callenbach (* September 1809 in Märkisch Friedland; † 26. April 1875 in Wiesbaden), Schauspieler und Theaterdirektor
- Franz Wenzlaff (* 29. September 1810 in Märkisch Friedland; † 3. Februar 1888 in Berlin), Pädagoge, Abgeordneter und Vizepräsident der Mecklenburgischen Abgeordnetenversammlung, Schuldirektor und Professor an der Berliner Bauakademie
- Heinrich von Friedberg (* 27. Januar 1813 in Märkisch Friedland; † 2. Juni 1895 in Berlin), Jurist und Politiker
- Joseph A. Stargardt (* 17. Juni 1822 in Märkisch Friedland; † 30. April 1885 in Berlin), Verlagsbuchhändler
- Wilhelm Benoit (* 12. August 1826 in Märkisch Friedland; † 3. März 1914 in Karlsruhe), Baumeister und Reichstagsabgeordneter
- Julius Wolff (* 21. März 1836 in Märkisch Friedland; † 18. Februar 1902 in Berlin), Chirurg
- Katharina Blümcke (* 28. Januar 1891 in Märkisch Friedland; † 26. Juli 1976 in Detmold), Schriftstellerin
- Hermann Fiebing (* 17. November 1901 in Märkisch Friedland; † 5. Oktober 1960 in Stade), Landrat und Regierungspräsident
- Henry Makowski (* 18. September 1927 in Märkisch Friedland), Naturkundler und Tierfilmer